# Depauville
Depauville statisztikai település az USA New York államában, Jefferson megyében. Lakosainak száma 488 fő (2020. április 1.).

## Népesség
A település népességének változása:

| 2010 | 577 |
| 2020 | 488 |